# أونا أوكونور
أونا أوكونور (بالأيرلندية: Una O'Connor) (و. 1880 – 1959 م) هي ممثلة مسرحية، وممثلة أفلام، وممثلة تلفزيونية أيرلندية، ولدت في بلفاست، توفيت في نيويورك، عن عمر يناهز 79 عاماً، بسبب مرض قلبي وعائي.

## التعليم
تعلمت في الكلية الملكية للفنون.

## وصلات خارجية
- أونا أوكونور على موقع IMDb (الإنجليزية)
- أونا أوكونور على موقع ألو سيني (الفرنسية)
- أونا أوكونور على موقع أول موفي (الإنجليزية)
- أونا أوكونور على موقع قاعدة بيانات برودواي على الإنترنت (الإنجليزية)
- أونا أوكونور على موقع قاعدة بيانات الأفلام السويدية (السويدية)
- أونا أوكونور على موقع إن إن دي بي (الإنجليزية)
- أونا أوكونور على موقع ديسكوغز (الإنجليزية)
- أونا أوكونور على موقع قاعدة بيانات الفيلم (الإنجليزية)
- أونا أوكونور على موقع كينوبويسك (الروسية)